# U-502
| U-502                                                                                                | U-502 | U-502 |
| --- | --- | --- |
| U 502                                                                                                | | |
| | | |
| Зображення підводного човна U-505, однотипного з U-502                                               | | |
| Верф                                                                                                 | Deutsche Werft, Гамбург | Deutsche Werft, Гамбург |
| Під прапором                                                                                         | Третій Рейх | Третій Рейх |
| Належність                                                                                           | Крігсмаріне | Крігсмаріне |
| Порт приписки                                                                                        | Вільгельмсгафен Лор'ян | Вільгельмсгафен Лор'ян |
| Замовлення                                                                                           | 25 вересня 1939 | 25 вересня 1939 |
| Закладений                                                                                           | 2 квітня 1940 | 2 квітня 1940 |
| Спуск на воду                                                                                        | 18 лютого 1941 | 18 лютого 1941 |
| Введений до складу флоту                                                                             | 31 травня 1941 | 31 травня 1941 |
| На службі                                                                                            | 1941—1942 | 1941—1942 |
| Загибель                                                                                             | 6 липня 1942 року потоплений британським бомбардувальником «Веллінгтон» західніше Ла-Рошелі                                                                             | 6 липня 1942 року потоплений британським бомбардувальником «Веллінгтон» західніше Ла-Рошелі                                                                             |
| Сучасний статус                                                                                      | затоплений | затоплений |
| Бойовий досвід                                                                                       | Друга світова війна Битва за Атлантику * Конвой SC 48 Кампанія в Карибському морі * Операція «Нойланд»                                                                  | Друга світова війна Битва за Атлантику * Конвой SC 48 Кампанія в Карибському морі * Операція «Нойланд»                                                                  |
| Проєкт                                                                                               | | |
| Тип ПЧ                                                                                               | великий океанський торпедний ДПЧ | великий океанський торпедний ДПЧ |
| Основні характеристики                                                                               | | |
| Швидкість (надводна)                                                                                 | 18,2 вузла (33,7 км/год) | 18,2 вузла (33,7 км/год) |
| Швидкість (підводна)                                                                                 | 7,3 (13,5 км/год) | 7,3 (13,5 км/год) |
| Робоча глибина занурення                                                                             | 100 м | 100 м |
| Гранична глибина занурення                                                                           | 230 м | 230 м |
| Дальність плавання                                                                                   | 64 милі (119 км) на швидкості 4 вузли (7,4 км/год) (у підводному положенні) 13 450 морських миль (24 910 км на швидкості 10 вузлів (19 км/год) (у надводному положенні) | 64 милі (119 км) на швидкості 4 вузли (7,4 км/год) (у підводному положенні) 13 450 морських миль (24 910 км на швидкості 10 вузлів (19 км/год) (у надводному положенні) |
| Екіпаж                                                                                               | 48 офіцерів та матросів | 48 офіцерів та матросів |
| Розміри                                                                                              | | |
| Довжина найбільша (по КВЛ)                                                                           | 76,76 м | 76,76 м |
| Ширина корпусу найб.                                                                                 | 6,76 м | 6,76 м |
| Висота                                                                                               | 9,6 м | 9,6 м |
| Середня осадка (по КВЛ)                                                                              | 4,7 м | 4,7 м |
| Водотоннажність надводна                                                                             | 1120 т | 1120 т |
| Силова установка                                                                                     | | |
| Дизель-електрична: 2 дизельні двигуни MAN M 9 V 40/46 2 електродвигуни Siemens-Schuckert 2 GU 345/34 | | |
| Гвинти                                                                                               | 2 | 2 |
| Потужність                                                                                           | 2 × 2200 к.с. (дизелі) 2 × 740 к.с. (електродвигуни) | 2 × 2200 к.с. (дизелі) 2 × 740 к.с. (електродвигуни) |
| Озброєння                                                                                            | | |
| Артилерія                                                                                            | 1 × 105-мм палубна гармата SK C/32 | 1 × 105-мм палубна гармата SK C/32 |
| Торпедно- мінне озброєння                                                                            | 4 носових і 2 кормових ТА; 22 торпеди або 44 міни TMA чи 66 TMB | 4 носових і 2 кормових ТА; 22 торпеди або 44 міни TMA чи 66 TMB |
| ППО                                                                                                  | 1 × 37-мм зенітна гармата SKC/30 2 (1 × 2) × 20-мм зенітні гармати FlaK 30                                                                                              | 1 × 37-мм зенітна гармата SKC/30 2 (1 × 2) × 20-мм зенітні гармати FlaK 30                                                                                              |

U-502 — німецький великий океанський підводний човен типу IXC, що входив до складу Військово-морських сил Третього Рейху за часів Другої світової війни. Закладений 2 квітня 1940 року на верфі Deutsche Werft у Гамбурзі під будівельним номером 292. Спущений на воду 18 лютого 1941 року, а 31 травня 1941 року корабель увійшов до складу ВМС нацистської Німеччини.

## Історія служби
U-502 належав до серії німецьких підводних човнів типу IXC, великих океанських човнів, призначених діяти на морських комунікаціях противника на далеких відстанях у відкритому океані. Човнів цього типу було випущено 54 одиниці і вони дуже успішно та результативно проявили себе в ході бойових дій в Атлантиці. 31 травня 1941 року U-502 розпочав службу у складі 2-ї начальної флотилії ПЧ Крігсмаріне, а з 1 вересня 1941 року переведений до бойового складу цієї флотилії.
З вересня 1941 року і до липня 1942 року U-502 здійснив 4 бойових походи в Атлантичний океан, в яких провів 180 днів. Човен потопив 14 торгових суден (78 843 GRT), а також пошкодив 2 вантажні судна (23 797 GRT).
6 липня 1942 року при поверненні з четвертого бойового походу U-502 був потоплений у Біскайській затоці західніше Ла-Рошелі глибинними бомбами британського бомбардувальника «Веллінгтон», оснащеного прожектором «Лі». Всі 52 члени екіпажу загинули.

## Командири
- капітан-лейтенант Юрген фон Розенштіль (31 травня 1941 — 6 липня 1942) †.

## Перелік уражених U-502 суден у бойових походах
| №                                                          | Дата           | Командир ПЧ                 | Назва             | Тип                | Належність      | Водотоннажність (брт) | Вантаж                                                                          | Конвой        | Результат та координати                                                 | Наслідки атаки для екіпажу         | Прим. |
| ---------------------------------------------------------- | -------------- | --------------------------- | ----------------- | ------------------ | --------------- | --------------------- | ------------------------------------------------------------------------------- | ------------- | ----------------------------------------------------------------------- | ---------------------------------- | ----- |
| Перший похід (29.09—9.11.1941, 16 діб; Кіль—Лор'ян)        |                |                             |                   |                    |                 |                       |                                                                                 |               |                                                                         |                                    |       |
| 1                                                          | 7 жовтня 1941  | Kptlt. Юрген фон Розенштіль | Svend Foyn        | китобійне судно    | Велика Британія | 14 795                | Нафтове паливо та літаки та танки як палубний вантаж                            | Конвой HX 152 | пошкоджено 60°37′ пн. ш. 21°44′ зх. д. / 60.617° пн. ш. 21.733° зх. д.  | 328 (30 загинули та 298 врятовані) |       |
| Третій похід (19.01—16.03.1942, 57 діб; Лор'ян—Лор'ян)     |                | Kptlt. Юрген фон Розенштіль |                   |                    |                 |                       |                                                                                 |               |                                                                         |                                    |       |
| 2                                                          | 16 лютого 1942 | Kptlt. Юрген фон Розенштіль | Tia Juana         | танкер             | Велика Британія | 2 395                 | сира нафта                                                                      |               | потоплений 11°50′ пн. ш. 70°30′ зх. д. / 11.833° пн. ш. 70.500° зх. д.  | 26 (17 загинули та 9 врятовані)    |       |
| 3                                                          | 16 лютого 1942 | Kptlt. Юрген фон Розенштіль | Monagas           | танкер             | Венесуела       | 2 650                 | нафтопродукти                                                                   |               | потоплений 12°03′ пн. ш. 70°25′ зх. д. / 12.050° пн. ш. 70.417° зх. д.  | 31 (4 загинули та 26 врятовані)    |       |
| 4                                                          | 16 лютого 1942 | Kptlt. Юрген фон Розенштіль | San Nicolas       | танкер             | Велика Британія | 2 391                 | сира нафта                                                                      |               | потоплений 12°01′ пн. ш. 70°30′ зх. д. / 12.017° пн. ш. 70.500° зх. д.  | 26 (7 загинули та 19 врятовані)    |       |
| 5                                                          | 22 лютого 1942 | Kptlt. Юрген фон Розенштіль | J.N. Pew          | танкер             | США             | 9 033                 | 104 270 барелів мазуту                                                          |               | потоплений 12°40′ пн. ш. 74°00′ зх. д. / 12.667° пн. ш. 74.000° зх. д.  | 36 (33 загинули та 3 врятовані)    |       |
| 6                                                          | 23 лютого 1942 | Kptlt. Юрген фон Розенштіль | Thalia            | танкер             | Панама          | 8 329                 | баласт                                                                          |               | потоплений 13°00′ пн. ш. 70°45′ зх. д. / 13.000° пн. ш. 70.750° зх. д.  | 41 (40 загинули та 1 вцілілий)     |       |
| 7                                                          | 23 лютого 1942 | Kptlt. Юрген фон Розенштіль | Sun               | танкер             | США             | 9 002                 | баласт                                                                          |               | пошкоджений 13°02′ пн. ш. 70°41′ зх. д. / 13.033° пн. ш. 70.683° зх. д. | 42 (усі вижили)                    |       |
| Четвертий похід (22.04—6.07.1942, 76 діб; Лор'ян—загибель) |                | Kptlt. Юрген фон Розенштіль |                   |                    |                 |                       |                                                                                 |               |                                                                         |                                    |       |
| 8                                                          | 11 травня 1942 | Kptlt. Юрген фон Розенштіль | Cape of Good Hope | суховантажне судно | Велика Британія | 4 963                 | 7500 тонн генеральних і військових вантажів                                     |               | потоплено 22°48′ пн. ш. 58°43′ зх. д. / 22.800° пн. ш. 58.717° зх. д.   | 37 (усі вціліли)                   |       |
| 9                                                          | 24 травня 1942 | Kptlt. Юрген фон Розенштіль | Gonçalves Dias    | суховантажне судно | Бразилія        | 4 996                 | Генеральні вантажі, включаючи каву                                              |               | потоплено 16°09′ пн. ш. 70°00′ зх. д. / 16.150° пн. ш. 70.000° зх. д.   | 45 (6 загинули та 39 вціліли)      |       |
| 10                                                         | 28 травня 1942 | Kptlt. Юрген фон Розенштіль | Alcoa Pilgrim     | суховантажне судно | США             | 4 996                 | 9500 тонн бокситової руди                                                       |               | потоплено 16°28′ пн. ш. 67°37′ зх. д. / 16.467° пн. ш. 67.617° зх. д.   | 40 (31 загиблий та 9 вцілілих)     |       |
| 11                                                         | 3 червня 1942  | Kptlt. Юрген фон Розенштіль | M.F. Elliott      | танкер             | США             | 6 940                 | водний баласт                                                                   |               | потоплений 12°04′ пн. ш. 63°49′ зх. д. / 12.067° пн. ш. 63.817° зх. д.  | 45 (13 загинули та 32 врятовані)   |       |
| 12                                                         | 9 червня 1942  | Kptlt. Юрген фон Розенштіль | Franklin K. Lane  | танкер             | США             | 6 589                 | 73 000 барелів сирої нафти                                                      | Конвой TO 5   | потоплений 11°12′ пн. ш. 66°39′ зх. д. / 11.200° пн. ш. 66.650° зх. д.  | 41 (4 загинули та 37 вціліли)      |       |
| 13                                                         | 9 червня 1942  | Kptlt. Юрген фон Розенштіль | Bruxelles         | суховантажне судно | Бельгія         | 5 085                 | 900 тонн генеральних вантажів                                                   | Конвой TO 5   | потоплено 11°05′ пн. ш. 66°41′ зх. д. / 11.083° пн. ш. 66.683° зх. д.   | 48 (1 загиблий та 47 вцілілих)     |       |
| 14                                                         | 15 червня 1942 | Kptlt. Юрген фон Розенштіль | Scottsburg        | суховантажне судно | США             | 8 001                 | 10 500 тонн генеральних вантажів і військової техніки, включаючи танки і літаки |               | потоплено 11°51′ пн. ш. 62°56′ зх. д. / 11.850° пн. ш. 62.933° зх. д.   | 51 (5 загиблих та 46 вцілілих)     |       |
| 15                                                         | 15 червня 1942 | Kptlt. Юрген фон Розенштіль | Cold Harbor       | суховантажне судно | Панама          | 5 010                 | 6200 тонн бойової техніки, в тому числі 28 танків, літаків і боєприпасів        |               | потоплено 11°40′ пн. ш. 62°55′ зх. д. / 11.667° пн. ш. 62.917° зх. д.   | 51 (7 загиблих та 44 вцілілих)     |       |
| 16                                                         | 15 червня 1942 | Kptlt. Юрген фон Розенштіль | West Hardaway     | суховантажне судно | США             | 5 702                 | 7000 тонн боєприпасів і вугілля                                                 |               | потоплено 11°50′ пн. ш. 62°15′ зх. д. / 11.833° пн. ш. 62.250° зх. д.   | 50 (усі вижили)                    |       |